# على كتفيها
على كتفيها هو فيلم وثائقي أمريكي صدر عام 2018، أخرجته ألكسندرية بومباخ وأنتجه هايلي باباس، وبروك ويليامز، وإليزابيث شيفر براون تحت شعار شركة RYOT Films.
يتتبع الفيلم الناشطة الإيزيدية العراقية في مجال حقوق الإنسان نادية مراد خلال جولتها التي استمرت ثلاثة أشهر في برلين ونيويورك وكندا، حيث التقت وسياسيين وصحفيين لتسليط الضوء على المجازر وعمليات الاختطاف التي كانت تحدث في موطنها.
في عام 2014، وعندما كانت في التاسعة عشرة من عمرها، اختُطفت نادية مع مئات النساء والفتيات على يد تنظيم الدولة الإسلامية في العراق والشام (داعش) واحتُجزت كعبدة جنسية، لكنها تمكنت من الهرب.
يشارك في الفيلم أيضًا كلٌّ من باراك أوباما، وبان كي مون، ومراد إسماعيل، وسيمون موناسيبيان، وميشيل ريمبل، وبوريس فرزسنوسكيج، وأحمد خديدة برجس، وأمل كلوني، ولويس مورينو أوكامبو.

## خلفية
في أغسطس 2014، أُلقي القبض على نادية مراد، البالغة من العمر 19 عامًا، على يد تنظيم داعش في العراق، مع مئاتٍ من الرجال والنساء الإيزيديين الآخرين. نُقلت هي وفتيات أخريات إلى مدينة الموصل، حيث احتُجزن كاستعباد جنسي. لاحقًا، صرّحت مراد لمجلة تايم: «لم أكن أريد أن أقتل نفسي، لكنني كنت أتمنى أن يقتلوني».
وفي نوفمبر 2014، تمكنت من الفرار بعدما ترك خاطفوها بابًا مفتوحًا، فهربت إلى برّ الأمان. وبعد هروبها، نُقلت إلى مخيم للاجئين.

## الطاقم
- نادية مراد
- مراد إسماعيل
- ميشيل ريمبل
- باراك أوباما
- بوريس فرزسنوسكيج
- أحمد خديدة برجس
- أمل كلوني
- لويس مورينو أوكامبو